# HGK (爆弾)
HGK 誘導キット (HGK, トルコ語: Hassas Güdüm Kiti / 精密誘導キット)はTÜBİTAK-SAGEによって開発されたGPS/INS誘導装置のキットで従来の227 kg (500 pounds)から 907 kg (2000-lb) Mark 84 爆弾をスマート爆弾に改修できる。命中精度は全ての気象状況下において6 m (20 ft)である。